# It's Time (canción de Imagine Dragons)
«It's Time» (en español: «Es la hora») es el sencillo debut de la banda estadounidense de rock Imagine Dragons, tomada del EP homónimo de la banda en 2011, del EP debut de su sello discográfico, «Continued Silence EP» así como su principal álbum de estudio, «Night Visions». La producción de la canción estuvo a cargo de la banda y del miembro de «The Envy Corps» Brandon Darner, y su letra describe la resistencia del narrador al cambio ante una gran agitación.
El sencillo fue creado antes de la contratación de Daniel Platzman, y también antes de la partida de Andrew y Brittany Tolman. La canción se subió por primera vez a YouTube el 20 de diciembre de 2010, pero no recibió un lanzamiento oficial como sencillo hasta 2012.
La canción alcanzó el puesto número 15 en el Billboard Hot 100, convirtiéndose en el primer sencillo Top 40 de la banda, así como en el número cuatro en la lista Alternative Songs y en el puesto número tres de la lista Rock Songs. Con 32 semanas, fue la canción con más tiempo en el top 10 de la lista Alternative Songs en 2012. El sencillo alcanzó el top 10 en Austria (#6), República Checa (#10), Irlanda (#9), India (#17), Japón (#7), Billboard Pop Songs (#10) y Portugal (#6), y alcanzó el puesto #23 en el Reino Unido. Fue certificado multiplatino en Estados Unidos, Canadá y Australia. También fue nominado para Mejor Video Rock en los MTV Video Music Awards de 2012.

## Antecedentes
Dan Reynolds le comentó a The Huffington Post sobre el proceso de escritura de la canción:

«Hay tantas veces que te despiertas a las 3 a.m., tomas una grabadora en el iPhone y dices algo, una idea lírica o una melodía, y luego lo expones con lógica más adelante y, a veces, no tiene sentido. Nos sentamos con 'It's Time' durante un año o año y medio. A veces solo tienes que dejar reposar una canción por un rato. Hay algo realmente especial al respecto. Lo escribí durante un momento muy difícil de mi vida. Había abandonado la universidad, estaba sentado frente a mi computadora y se me ocurrió este ritmo. Y las palabras simplemente se escribieron solas. Sabía que me esperaba algo especial. Cuando una canción es más honesta y cruda, es cuando sabes que estás haciendo algo bien. Muchos de mis artistas favoritos pueden estar en contacto con sus problemas y expresarlos a través de melodías. Pasa todo el tiempo con las bandas».

## Video musical
El video musical se estrenó el 17 de abril de 2012, en todos las afiliadas de MTV y la banda fue nombrada PUSH Artist of the Week y más tarde apareció en PUSH Live. Un primer teaser publicado 28 de marzo de 2012. El video también alcanzó el puesto #1 en la lista Top Videos de Yahoo Music.
El video comienza con la banda caminando por un páramo yermo bajo un cielo oscuro y siniestro. El cielo comienza a tornarse más turbulento a medida que la banda pasa junto a banderas y restos de barcos, un puente destruido y árboles muertos. El bajista McKee abre una caja que ha estado cargando y una luz pálida brilla desde dentro. La banda sacan un orbe brillante del tamaño de un guijarro de la caja. Los miembros de la banda cavan un hoyo con sus manos y luego dejan caer el orbe al suelo. El cantante principal Dan Reynolds luego grita, y en la siguiente escena se muestra a los miembros de la banda huyendo de su sitio de excavación. Una gran explosión lanza a Reynolds al aire donde parece levitar (de manera similar a la portada del EP Continued Silence). Finalmente, el cielo comienza a abrirse y la luz del sol brilla a través.
El video musical fue producido por Todd Makurath y dirigido por Anthony Leonardi III. Ian Clemmer, quien creó algunos de los efectos visuales, escribió en su sitio web que "se le pidió que creara explosiones de humo a gran escala en poco tiempo, estas son las tomas finales del video..."

## Lista de canciones
| It's Time: Descarga digital |             |                 |          |  |
| N.º                         | Título      | Artista(s)      | Duración |  |
| 1.                          | «It's Time» | Imagine Dragons | 4:00     |  |

| It's Time (Maxi-Single): Descarga digital |                                 |                 |          |  |
| N.º                                       | Título                          | Artista(s)      | Duración |  |
| 1.                                        | «It's Time»                     | Imagine Dragons | 4:00     |  |
| 2.                                        | «It's Time» (Passion Pit Remix) | Imagine Dragons | 4:30     |  |
| 3.                                        | «It's Time» (JailBreaks Remix)  | Imagine Dragons | 4:26     |  |
| 4.                                        | «Round And Round»               | Imagine Dragons | 3:17     |  |

| It's Time Remixes: Descarga digital |                                          |                 |          |  |
| N.º                                 | Título                                   | Artista(s)      | Duración |  |
| 1.                                  | «It's Time» (Penguin Prison Remix)       | Imagine Dragons | 4:23     |  |
| 2.                                  | «It's Time» (Kat Krazy Remix)            | Imagine Dragons | 3:28     |  |
| 3.                                  | «It's Time» (JailBreaks Remix)           | Imagine Dragons | 4:26     |  |
| 4.                                  | «It's Time» (StunGun & JailBreaks Remix) | Imagine Dragons | 5:06     |  |

## Uso en los medios
- Votado por los lectores de Entertainment Weekly #8 en "The Best Singles of 2012".[7]
- Apareció en AUDIO-FILES de BYUtv en el episodio piloto acerca de la banda.[8]
- Cover aparece en Glee en el episodio estreno de la temporada "The New Rachel" y en anuncios de promoción de la cuarta temporada.[9]
- Apareció en Castle en  anuncios de promoción de la sexta temporada.
- Cover interpretada en vivo en tercera temporada de The Voice final por el ganador Cassadee Pope y amigos[10]
- Apareció en la sexta temporada de Gossip Girl en el episodio final de la temporada en New York, I Love You XOXO.[11]
- Apareció en el tráiler de la adaptación cinematográfica The Perks of Being a Wallflower.
- En Chile, la canción es usada en comerciales de la cableoperadoras VTR.

## Créditos
Adaptado del booklet de «Night Visions».
It's Time
- Interpretado por Imagine Dragons.
- Escrito por Dan Reynolds, Wayne Sermon y Ben McKee.
- Producido por Brandon Darner e Imagine Dragons.
- Publicado por KIDinaKORNER / Universal.
- Grabado por Mark Everton Gray en “The Studio at the Palms”.
- Ingeniería Adicional por Rob Katz y Josh Mosser.
- Mezclado por Mark Needham en “The Ballroom Studio”.
- Asistente de Mezcla: Will Brierre.
- Masterizado por Joe LaPorta en “The Lodge”.

℗ 2012 KIDinaKORNER/Interscope Records
Imagine Dragons
- Dan Reynolds: Voz.
- Wayne Sermon: Guitarra y Mandolina.
- Ben McKee: Bajo.
- Andrew Tolman: Batería.
- Brittany Tolman: Voz y Teclados.
- Daniel Platzman: Caja de ritmos.

## Rendimiento en Listas de Popularidad
| Listas (2012 - 2013)                        | Mejor posición |
| ------------------------------------------- | -------------- |
| Alemania (Offizielle Deutsche Charts)       | 20             |
| Austria (Ö3 Austria Top 40)                 | 13             |
| Bélgica (Flandes) (Ultratip Bubbling Under) | 25             |
| Bélgica (Valonia) (Ultratip Bubbling Under) | 44             |
| Canadá (Alternative Rock)                   | 10             |
| Canadá (Canadian Hot 100)                   | 31             |
| Estados Unidos (Billboard Hot 100)          | 15             |
| Estados Unidos (Mainstream Top 40)          | 21             |
| Estados Unidos Rock Songs (Billboard)       | 3              |
| Estados Unidos (Alternative Airplay)        | 4              |
| Estados Unidos (Adult Top 40)               | 8              |
| República Checa (Rádio Top 100)             | 37             |
| Japón (Japan Hot 100)                       | 13             |
| Nueva Zelanda (Recorded Music NZ)           | 37             |
| Suecia (Sverigetopplistan)                  | 36             |

- Nota: La semana del 20 de julio del 2013, «It's Time» logró ser la canción con el mayor salto de la semana en lista japonesa, al posicionarse del #92 al #13 (79 posiciones).

## Certificaciones
| País (Organismo certificador) | Certificaciones     | Ventas certificadas | Ref.   |
| ----------------------------- | ------------------- | ------------------- | ------ |
| Alemania (BVMI)               | Oro                 | 150 000             | [ 27 ] |
| Australia (ARIA)              | 2× Platino          | 140 000             | [ 28 ] |
| Austria (IFPI)                | Oro                 | 15 000              | [ 29 ] |
| Canadá (MC)                   | 3× Platino          | 240 000             | [ 30 ] |
| Dinamarca (IFPI)              | Platino (streaming) | 1 800 000           | [ 31 ] |
| Estados Unidos (RIAA)         | 6× Platino          | 6 000               | [ 32 ] |
| Italia (FIMI)                 | Platino             | 50 000              | [ 33 ] |
| México (AMPROFON)             | Oro                 | 30 000              | [ 34 ] |
| Reino Unido (BPI)             | Platino             | 600 000             | [ 35 ] |
| Suiza (IFPI)                  | Oro                 | 15 000              | [ 36 ] |

## Historial de lanzamientos
| País           | Fecha                    | Formato                | Versión                       | Discográfica                    | Ref.   |
| -------------- | ------------------------ | ---------------------- | ----------------------------- | ------------------------------- | ------ |
| Estados Unidos | 6 de febrero de 2012     | Submodern rock radio   | Original                      | Interscope Records              | [ 37 ] |
| Estados Unidos | 20 de febrero de 2012    | Modern rock radio      | Original                      | Interscope Records              | [ 38 ] |
| Canadá         | 2 de septiembre de 2012  | Descarga digital       | Cherry Cherry Boom Boom remix | KIDinaKORNER Interscope Records | [ 39 ] |
| Estados Unidos | 2 de septiembre de 2012  | Descarga digital       | Cherry Cherry Boom Boom remix | KIDinaKORNER Interscope Records | [ 40 ] |
| Estados Unidos | 18 de septiembre de 2012 | Contemporary hit radio | Original                      | Interscope Records              | [ 41 ] |
| Canadá         | 2 de octubre de 2012     | Descarga digital       | Passion Pit remix             | KIDinaKORNER Interscope Records | [ 42 ] |
| Estados Unidos | 2 de octubre de 2012     | Descarga digital       | Passion Pit remix             | KIDinaKORNER Interscope Records | [ 43 ] |
| Australia      | 9 de noviembre de 2012   | Descarga digital       | Original                      | KIDinaKORNER Interscope Records | [ 44 ] |
| Brasil         | 9 de noviembre de 2012   | Descarga digital       | Original                      | KIDinaKORNER Interscope Records | [ 45 ] |
| España         | 9 de noviembre de 2012   | Descarga digital       | Original                      | KIDinaKORNER Interscope Records | [ 46 ] |
| Filipinas      | 9 de noviembre de 2012   | Descarga digital       | Original                      | KIDinaKORNER Interscope Records | [ 47 ] |
| Francia        | 9 de noviembre de 2012   | Descarga digital       | Original                      | KIDinaKORNER Interscope Records | [ 48 ] |
| Italia         | 9 de noviembre de 2012   | Descarga digital       | Original                      | KIDinaKORNER Interscope Records | [ 49 ] |
| Nueva Zelanda  | 9 de noviembre de 2012   | Descarga digital       | Original                      | KIDinaKORNER Interscope Records | [ 50 ] |
| Rusia          | 9 de noviembre de 2012   | Descarga digital       | Original                      | KIDinaKORNER Interscope Records | [ 51 ] |
| Sudáfrica      | 9 de noviembre de 2012   | Descarga digital       | Original                      | KIDinaKORNER Interscope Records | [ 52 ] |
| Suiza          | 9 de noviembre de 2012   | Descarga digital       | Original                      | KIDinaKORNER Interscope Records | [ 53 ] |
| México         | 13 de noviembre de 2012  | Descarga digital       | Original                      | KIDinaKORNER Interscope Records | [ 54 ] |
| Alemania       | 7 de diciembre de 2012   | Descarga digital       | Original                      | KIDinaKORNER Interscope Records | [ 6 ]  |
| Italia         | 11 de enero de 2013      | Contemporary hit radio | Original                      | Universal Music                 | [ 55 ] |
| Reino Unido    | 2 de agosto de 2013      | Descarga digital       | Original                      | KIDinaKORNER Interscope Records | [ 56 ] |